# آنا بلن
ماریا دِل پیلار کوئستا آکوستا (اسپانیایی: María del Pilar Cuesta Acosta‎)؛ مشهور به آنا بلن (اسپانیایی: Ana Belén‎؛ زادهٔ ۲۷ مهٔ ۱۹۵۱) بازیگر و خواننده اهل اسپانیا است. وی از سال ۱۹۶۱ میلادی تاکنون مشغول فعالیت بوده‌است.
از فیلم‌ها یا برنامه‌های تلویزیونی که وی در آنها نقش داشته‌است می‌توان به آزادی‌خواه، ملکه اسپانیا و کندو اشاره کرد.